# Damon Stoudamire
Damon Lamon Stoudamire (* 3. September 1973 in Portland, Oregon) ist ein ehemaliger US-amerikanischer Basketballspieler- und heutiger trainer. Von 1995 bis 2008 war er als Spieler in der NBA aktiv.
Stoudamires ist der Cousin von Salim Stoudamire, der früher ebenfalls Profibasketballer in der NBA war, und Terrence Jones, der zuletzt bei TNT KaTropa in der Philippine Basketball Association spielte.

## Spielerkarriere

### Toronto Raptors
Nachdem Stoudamire für die University of Arizona gespielt hatte, wo er 1994–1995 zum Pac-10-Player of the Year gewählt wurde, wählten ihn in der NBA Draft 1995 die neugegründeten Toronto Raptors an siebenter Stelle aus. Er erzielte in seinem ersten Profijahr im Schnitt 19 Punkte und 9,3 Assists in seiner ersten NBA-Saison und wurde daraufhin zum Rookie des Jahres (als kleinster Spieler in der Geschichte, der dies erreichte) und ins NBA All-Rookie First Team gewählt. Außerdem stellte er einen bis damaligen gültigen NBA-Rekord auf: Er traf in seiner Rookie-Saison 133 Dreipunktewürfe und übertraf damit die bisherige Bestmarke von Dennis Scott. Der Rekord wurde später von Damian Lillard 2012 eingestellt und 2018 von Donovan Mitchell überboten. Zusätzlich war er der MVP des NBA Rookie All-Star Games 1996. Im Jahr darauf spielte Stoudamire mit 20,2 Punkten und 8,8 Assists pro Spiel wieder eine herausragende Saison, jedoch reichte es für die Raptors nicht für die Playoff-Qualifikation.

### Portland Trail Blazers
Am 13. Februar 1998 wurde Stoudamire von den Raptors zusammen mit Walt Williams und Carlos Rogers zu den Portland Trail Blazers geschickt, die im Gegenzug Kenny Anderson, Alvin Williams, Gary Trent, drei Draftpicks und Geld erhielten. In seiner Heimat Portland hatte Stoudamire seine sportlich beste Zeit. Als Teil der Jail Blazers erreichte er mit Spielern wie Rasheed Wallace, Isaiah Rider, Zach Randolph und Bonzi Wells regelmäßig die Playoffs. 2000 erreichte man das Western-Conference-Finale. Sein bestes NBA-Spiel bestritt er am 14. Januar 2005 gegen die New Orleans Hornets. Er traf acht Dreier und erzielte insgesamt eine Karriere- und Blazers-Franchise-Bestmarke von 54 Punkten. Der Franchiserekord wurde im April 2017 von Damian Lillard gebrochen, als dieser 59 Punkte erzielte. Während seiner Zeit in Portland erzielte Stoudamire 12,8 Punkte und 5,7 Assists pro Spiel. Nach der Saison 2004/05 lief sein Vertrag bei den Blazers aus und er unterzeichnete als Free Agent am 5. August 2005 bei den Memphis Grizzlies.

### Memphis Grizzlies
Bei den Grizzlies sollte Stoudamire Jason Williams ersetzen. Nach 27 Spielen erlitt er eine Verletzung und fiel den Rest der 2005–06 Saison aus. 2006–07 startete Stoudamire in 51 von 62 Spielen und markierte dabei 7,5 Punkte und 4,8 Assists. Die darauffolgende Saison hatten die Grizzlies mit Mike Conley, Jr. einen jungen und talentierten Spieler in ihrem Kader, der Stoudamire die Rolle als startenden Point Guard streitig machte. Stoudamire einigte sich mit den Grizzlies auf einen Buyout und verließ Memphis.

### San Antonio Spurs
Stoudamires letzte Station wurden die San Antonio Spurs. Bei diesen kam er in den verbleibenden 31 Spielen der 2007–08 Saison als Ersatz für Tony Parker zum Einsatz. Nach der Saison versuchte er einen Platz im Houston-Rockets-Kader zu ergattern, wurde jedoch nicht übernommen.

## Trainerkarriere
Während der Saison 2010/2011 arbeitete Stoudamire als Co-Trainer bei seinem ehemaligen Team, den Memphis Grizzlies.
2011 wurde er Co-Trainer des Basketballteams der University of Memphis. Im Mai 2013 wechselte er als Co-Trainer an seine ehemalige Universität Arizona.
Im Jahr 2016 erhielt er seine ersten Headcoachanstellung als Trainer der University of the Pacific.